# Stefan Mohnani
Stefan Mohnani (ur. 16 września 1981) – maltański lekkoatleta, skoczek o tyczce. 

## Rekordy życiowe
- Skok o tyczce – 4,25 (2000) rekord Malty[2][3]